# Wielersport op de Olympische Zomerspelen 1992
De wielersport is een van de sporten die beoefend werden tijdens de Olympische Zomerspelen 1992 in Barcelona, Spanje. 
De wedstrijden voor baanwielrennen vonden plaats in het stadion Velòdrom d'Horta.

## Mannen

### baan

#### tijdrit, 1000 m
| rang   | sporter(s)                 | land | tijd     |
| ------ | -------------------------- | ---- | -------- |
| Goud   | José Manuel Moreno Periñan | ESP  | 1:03.342 |
| Zilver | Shane Kelly                | AUS  | 1:04.288 |
| Brons  | Erin Hartwell              | USA  | 1:04.753 |
| 4      | Jens Glücklich             | GER  | 1:04.798 |
| 5      | Adler Capelli              | ITA  | 1:05.065 |
| 6      | Frédéric Lancien           | FRA  | 1:05.157 |
| 7      | Jon Andrews                | NZL  | 1:05.240 |
| 8      | Gene Samuel                | TRI  | 1:05.485 |

#### sprint
| rang   | sporter(s)                 | land | heat 1 | heat 2 |
| ------ | -------------------------- | ---- | ------ | ------ |
| Goud   | Jens Fiedler               | GER  | 10.995 | 10.778 |
| Zilver | Gary Neiwand               | AUS  | -      | -      |
| Brons  | Curt Harnett               | CAN  | 10.930 | 11.120 |
| 4      | Roberto Chiappa            | GBR  | -      | -      |
| 5      | Ken Carpenter              | USA  | 11.648 |        |
| 6      | José Lovito Morales        | ARG  | -      |        |
| 7      | Nikolai Kovsj              | EUN  | -      |        |
| 8      | José Manuel Moreno Periñan | ESP  | -      |        |

#### individuele achtervolging, 4000 m
| rang   | sporter(s)          | land | tijd      |
| ------ | ------------------- | ---- | --------- |
| Goud   | Chris Boardman      | GBR  |           |
| Zilver | Jens Lehmann        | GER  | ingelopen |
| Brons  | Gary Anderson       | NZL  | 4:31.061  |
| 4      | Mark Kingsland      | AUS  | 4:32.716  |
| 5      | Philippe Ermenault  | FRA  | 4:28.838  |
| 6      | Cédric Mathy        | BEL  | 4:33.942  |
| 7      | Adolfo Alperi Plaza | ESP  | 4:34.760  |
| 8      | Ivan Beltrami       | ITA  | 4:36.541  |

#### ploegachtervolging, 4000 m
| rang   | sporter(s)                                                                                | land | tijd        |
| ------ | ----------------------------------------------------------------------------------------- | ---- | ----------- |
| Goud   | Guido Fulst Michael Glöckner Jens Lehmann Stefan Steinweg (Andreas Walzer)                | GER  | WR 4:08.791 |
| Zilver | Brett Aitken Stephen McGlede Shaun O'Brien Stuart O'Grady                                 | AUS  | 4:10.218    |
| Brons  | Ken Frost Klaus Kynde Jimmi Madsen Jan Petersen (Michael Sandstød)                        | DEN  | 4:15.860    |
| 4      | Ivan Beltrami Rossano Brasi Ivan Cerioli Fabrizio Trezzi (Giovanni Lombardi)              | ITA  | 4:18.291    |
| 5      | Chris Boardman Paul Jennings Bryan Steel Glen Sword                                       | GBR  | 4:14.350    |
| 6      | Valeri Batoero Aleksandr Gontsjenkov Dmitri Neljoebin Roman Saprykin (Nikolai Koeznetzov) | EUN  | 4:16.685    |
| 7      | Gary Anderson Nigel Donnelly Carlos Marryatt Stuart Williams (Glenn McLeay)               | NZL  | ingelopen   |
| 8      | Svatopluk Buchta Rudolf Juřický Jan Panáček Pavel Tesař                                   | TCH  | ingelopen   |

#### puntenkoers
| rang   | sporter(s)        | land | punten |
| ------ | ----------------- | ---- | ------ |
| Goud   | Giovanni Lombardi | ITA  | 44     |
| Zilver | Léon van Bon      | NED  | 43     |
| Brons  | Cédric Mathy      | BEL  | 41     |
| 4      | Glenn McLeay      | NZL  | 30     |
| 5      | Lubor Tesař       | TCH  | 30     |
| 6      | Eric Magnin       | GER  | 24     |
| 7      | Guido Fulst       | GER  | 24     |
| 8      | Andreas Aeschbach | SUI  | 23     |

### weg

#### individueel
Afstand: 194 km
| rang   | sporter(s)          | land | tijd    |
| ------ | ------------------- | ---- | ------- |
| Goud   | Fabio Casartelli    | ITA  | 4:35:21 |
| Zilver | Erik Dekker         | NED  | 4:35:22 |
| Brons  | Dainis Ozols        | LAT  | 4:35:24 |
| 4      | Erik Zabel          | GER  | 4:35:56 |
| 5      | Lauri Aus           | EST  | 4:35:56 |
| 6      | Andrzej Sypytkowski | POL  | 4:35:56 |
| 7      | Sylvain Bolay       | FRA  | 4:35:56 |
| 8      | Arvis Piziks        | LAT  | 4:35:56 |
|        |                     |      |         |
| dnf    | Lucien Dirksz       | ARU  | opgave  |
| dnf    | Gerard van Vliet    | ARU  | opgave  |

#### ploegentijdrit
Afstand: 102.8 km
| rang   | sporter(s)                                                                                   | land | tijd    |
| ------ | -------------------------------------------------------------------------------------------- | ---- | ------- |
| Goud   | Bernd Dittert Christian Meyer Uwe Peschel Michael Rich                                       | GER  | 2:01:39 |
| Zilver | Flavio Anastasia Luca Colombo Gianfranco Contri Andrea Peron                                 | ITA  | 2:02:39 |
| Brons  | Hervé Boussard Didier Faivre-Pierret Philippe Gaumont Jean-Louis Harel                       | FRA  | 2:05:25 |
| 4      | Igor Dzjoeba Oleg Galkin Igor Pastoekhovitsj Igor Patenko                                    | EUN  | 2:05:34 |
| 5      | Miguel Fernández Fernández Álvaro González de Galdeano Eleuterio Mancebo Herrero David Plaza | ESP  | 2:06:11 |
| 6      | Grzegorz Piwowarski Andrzej Sypytkowski Dariusz Baranowski Marek Leśniewski                  | POL  | 2:06:34 |
| 7      | Thomas Boutellier Roland Meier Beat Meister Theodor Rinderknecht                             | SUI  | 2:06:35 |
| 8      | Jaroslav Bílek Miroslav Lipták Pavel Padrnos František Trkal                                 | TCH  | 2:06:44 |

## Vrouwen

### baan

#### sprint
| rang   | sporter(s)         | land | heat 1 | heat 2 | heat 3 |
| ------ | ------------------ | ---- | ------ | ------ | ------ |
| Goud   | Erika Salumäe      | EST  | -      | 12.667 | 12.244 |
| Zilver | Anett Neumann      | GER  | 12.776 | -      | -      |
| Brons  | Ingrid Haringa     | NED  | 12.402 | 12.410 |        |
| 4      | Félicia Ballanger  | FRA  | -      | -      |        |
| 5      | Galina Jenjoekhina | EUN  | 12.575 |        |        |
| 6      | Tanya Dubnicoff    | CAN  | -      |        |        |
| 7      | Mika Kuroki        | JPN  | -      |        |        |
| 8      | Wang Yang          | CHN  | -      |        |        |

#### individuele achtervolging, 3000 m
| rang   | sporter(s)             | land | tijd     |
| ------ | ---------------------- | ---- | -------- |
| Goud   | Petra Roßner           | GER  | 3:41.753 |
| Zilver | Kathryn Watt           | AUS  | 3:43.438 |
| Brons  | Rebecca Twigg          | USA  | 3:52.429 |
| 4      | Hanna Malmberg         | DEN  | 3:53.516 |
| 5      | Jeannie Longo-Ciprelli | FRA  | 3:46.547 |
| 6      | Svetlana Samokhvalova  | EUN  | 3:47.444 |
| 7      | Tea Vikstedt-Nyman     | FIN  | 3:48.918 |
| 8      | Leontien van Moorsel   | NED  | 3:49.795 |

### weg

#### individueel
Afstand: 81 km
| rang   | sporter(s)             | land | tijd    |
| ------ | ---------------------- | ---- | ------- |
| Goud   | Kathryn Watt           | AUS  | 2:04:42 |
| Zilver | Jeannie Longo-Ciprelli | FRA  | 2:05:02 |
| Brons  | Monique Knol           | NED  | 2:05:03 |
| 4      | Natalja Kisjtsjoek     | EUN  | 2:05:03 |
| 5      | Monica Valvik          | NOR  | 2:05:03 |
| 6      | Jeanne Golay           | USA  | 2:05:03 |
| 7      | Kathleen Shannon       | AUS  | 2:05:03 |
| 8      | Luzia Zberg            | SUI  | 2:05:03 |

## Medaillespiegel
| rang   | land             | goud | zilver | brons | totaal |
| ------ | ---------------- | ---- | ------ | ----- | ------ |
| 1      | Duitsland        | 4    | 2      | 0     | 6      |
| 2      | Italië           | 2    | 1      | 0     | 3      |
| 3      | Australië        | 1    | 4      | 0     | 5      |
| 4      | Estland          | 1    | 0      | 0     | 1      |
| 4      | Groot-Brittannië | 1    | 0      | 0     | 1      |
| 4      | Spanje           | 1    | 0      | 0     | 1      |
| 7      | Nederland        | 0    | 2      | 2     | 4      |
| 8      | Frankrijk        | 0    | 1      | 1     | 2      |
| 9      | Verenigde Staten | 0    | 0      | 2     | 2      |
| 10     | België           | 0    | 0      | 1     | 1      |
| 10     | Canada           | 0    | 0      | 1     | 1      |
| 10     | Denemarken       | 0    | 0      | 1     | 1      |
| 10     | Letland          | 0    | 0      | 1     | 1      |
| 10     | Nieuw-Zeeland    | 0    | 0      | 1     | 1      |
| totaal | totaal           | 10   | 10     | 10    | 30     |